# Albert Ehrenstein

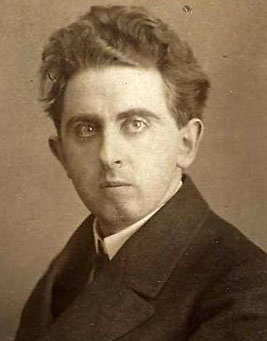
Albert Ehrenstein, 1910er Jahre

Albert Ehrenstein (* 23. Dezember 1886 in Ottakring, Österreich-Ungarn; † 8. April 1950 in New York) war ein deutschsprachiger Lyriker und Erzähler.

## Leben
Ehrenstein wurde als Sohn ungarischer Juden im späteren 16. Bezirk Wiens, Ottakring, geboren (Urkunden geben den 23. Dezember als Geburtstag an, während Ehrenstein zeit seines Lebens darauf bestand, er sei am 22. Dezember geboren). Der Vater war Kassierer bei der Ottakringer-Brauerei, die Familie war arm. Sein jüngerer Bruder war der Dichter Carl Ehrenstein (1892–1971). Der Ehrgeiz seiner Mutter sorgte dafür, dass Ehrenstein das Wiener Piaristengymnasium besuchen konnte, wo er unter antisemitischen Anfeindungen zu leiden hatte. Von 1905 bis 1910 studierte er an der Universität Wien Geschichte und Philosophie und schloss 1910 mit Promotion ab (mit einer Arbeit über Die Lage in Ungarn im Jahre 1790, beleuchtet durch Staats- und Hofkriegsrätliche Vorträge und Resolutionen Leopolds II). Mittlerweile hatte er sich jedoch schon für die Literatur entschieden, was er so beschrieb: „Kaum Universitätsstudium; aber durch fünf Jahre angeblichen Studiums sicherte ich mir die Freiheit: Zeit zu dichterischer Arbeit. Durch tolerantes Überhören an mich gerichteter Fragen und Beleidigtsein über zu leichte zog ich mir sogar den Doktortitel zu.“
1910 wurde er durch das Gedicht Wanderers Lied, das Karl Kraus in der Fackel veröffentlichte, über Nacht bekannt. Das Gedicht ist dem gerade beginnenden Expressionismus zuzurechnen. 1911 erschien Ehrensteins Erzählung Tubutsch mit Illustrationen seines Freundes Oskar Kokoschka. Durch Kokoschka kam er in Kontakt mit Herwarth Walden und veröffentlichte in der Folge in dessen Zeitschrift Der Sturm, später auch in Franz Pfemferts Zeitschrift Die Aktion. Schnell wurde Ehrenstein zu einer der wichtigsten Stimmen des Expressionismus und stand in engem Kontakt zu Else Lasker-Schüler, Gottfried Benn und Franz Werfel. Nicht alle mochten seine Gedichte. Es kursierte der von Anton Kuh verfasste Spottvers: „Hoch schätzt man den Ehrensteinen, nur seine Verse stören einen.“

### 1914–1932
Zu Beginn des Ersten Weltkriegs wurde Ehrenstein, da er nicht kriegsdiensttauglich war, zur Arbeit im Wiener Kriegsarchiv verpflichtet. Während viele andere Künstler sich anfangs von der Kriegsbegeisterung mitreißen ließen, war Ehrenstein von Anfang an überzeugter Kriegsgegner, was er auch in einer Reihe von Artikeln und Gedichten (zum Beispiel Der Mensch schreit) klar artikulierte. Im Verlauf des Krieges kam er in Kontakt mit Walter Hasenclever und Martin Buber. 1916/17 gehörte er zum Kreis um die erste dadaistische Zeitschrift  Die Neue Jugend, in der er neben Franz Jung, George Grosz und Johannes R. Becher veröffentlichte; die Zeitschrift bezog einen klar anti-wilhelminischen Standpunkt und wurde rasch verboten. Becher und Ehrenstein arbeiteten zur gleichen Zeit als Lektoren im Kurt Wolff Verlag. In dieser Zeit wurde er mit dem verarmten Dichter Iwar von Lücken bekannt, den er mit Hilfe des Psychiaters Fritz Neuberger vom Militärdienst befreite, finanziell unterstützte und dessen Lyrik er in der Folge bekannt machte.
1917 und 1918 war er erstmals in der Schweiz (Zürich und Davos). Er war einige Zeit im Wiener Kriegspressehauptquartier tätig, bevor er via Berlin nach Zürich ging. 1914 hatte ihm Alfred Adler den Posten als Sekretär des Vereins für Individualpsychologie vermittelt, für den er nun von seinem Exilort Zürich aus arbeitete. 1917 organisierte er für Adlers Schweizer Reise einen Vortragsabend im Lesezirkel Hottingen und knüpfte später für ihn Kontakte zu den Kriegsgegnern Henri Barbusse und Romain Rolland. Ehrenstein redigierte für den Genossenschaftsverlag der Zeitschrift Daimon von 1920 bis 1921 Alfred Döblins Beiträge in der expressionistischen Schriftenreihe Die Gefährten.
Nach 1918 unterstützte er die Revolution in Deutschland und unterschrieb – zusammen mit Ludwig Bäumer, Julius Talbot Keller, Karl Otten, Franz Pfemfert, Heinrich Schaefer, Hans Siemsen, Carl Zuckmayer – den am 16. November 1918 in der Aktion veröffentlichten Aufruf der Antinationalen Sozialisten-Partei (A.S.P.) zur sozialistischen Weltrevolution. Schon während des Krieges hatte Ehrenstein die Schauspielerin Elisabeth Bergner kennengelernt – der er mit zum Durchbruch verhalf –, in die er sich hoffnungslos verliebte und der er zahlreiche Gedichte widmete. In den 1920er Jahren reiste er – unter anderem mit Kokoschka – durch Europa, nach Afrika, in den Nahen Osten und nach China, wo er eine Zeitlang blieb. Er wandte sich der chinesischen Literatur zu und schrieb zahlreiche Nachdichtungen aus dem Chinesischen und nach einem chinesischen Vorbild den recht erfolgreichen Roman Mörder aus Gerechtigkeit (1931). Ehrenstein ging 1928 in die Schweiz nach Viganello und ab Ende 1932 war er als Emigrant in Brissago.

### 1933–1950
Zusammen mit vielen anderen Autoren stand Ehrensteins Name auf der Schwarzen Liste der Nazi-Studentenschaft. Bei der Bücherverbrennung am 10. Mai 1933 wurden seine Bücher auf den Scheiterhaufen geworfen. In den nächsten Jahren publizierte er in Zeitschriften der Exilliteratur. 1934 bereiste er die Sowjetunion, 1935 nahm er in Paris am „Kongreß zur Verteidigung der Kultur“ teil. Nach 1933 war er auf die für Ausländer verbotene Mitarbeit bei Schweizer Zeitungen angewiesen. Da er keine Arbeitserlaubnis hatte, erhielt er 1936 eine Polizeistrafe. Die 1938 verfügte Ausweisung aus dem Tessin wurde auf Fürsprache von Hermann Hesse rückgängig gemacht. Er nahm, um einer Auslieferung vorzubeugen, die tschechoslowakische Staatsbürgerschaft an. Von 1939 bis 1941 lebte er mittellos in Zürich. Schließlich ging er nach England zu seinem Bruder Carl, von dort nach Frankreich, bis er 1941 schließlich von Spanien aus mit einem Notvisum in die USA ausreisen konnte.
In New York erreichten andere Exilanten – darunter Thomas Mann, Richard Hülsenbeck und George Grosz – für ihn eine Aufenthaltsgenehmigung. Ehrenstein lernte Englisch, fand aber kein Auskommen und lebte von den Einkünften weniger Artikel, die er für die Zeitung Aufbau schrieb, und von Zuwendungen von George Grosz. 1949 kehrte er erst in die Schweiz, dann nach Deutschland zurück, fand jedoch keinen Verleger und kehrte schließlich enttäuscht nach New York zurück. Nach zwei Schlaganfällen wurde er in ein Armenhospiz auf Welfare Island verbracht, wo er am 8. April 1950 starb. Nach seinem Tod sammelten Freunde Geld, damit seine Urne nach England verschifft werden konnte, wo sein Bruder Carl immer noch lebte. Ehrensteins Asche wurde schließlich auf dem Bromley Hill Cemetery in London beigesetzt.

## Nachlass
Albert Ehrensteins ausführlicher Nachlass wurde bereits wenige Jahre nach seinem Tod an die National Library of Israel übergeben, wo er kürzlich neu verzeichnet wurde. Bemerkenswert ist seine ausführliche Korrespondenz mit vielen namhaften Autoren und Künstlern seiner Zeit.

## Werke
Lyrik, Prosa, Essays
- Tubutsch. 1911 (veränderte Ausgabe 1914, häufige Neuaufl.).
- Der Selbstmord eines Katers. 1912 (Neufassung unter dem Titel Bericht aus einem Tollhaus, 1919).
- Die weiße Zeit. 1914 (erst 1916 ausgeliefert).
- Der Mensch schreit. 1916.
- Nicht da nicht dort. 1916 (Neufassung unter dem Titel Zaubermärchen, 1919).
- Die rote Zeit. 1917.
- Den ermordeten Brüdern. 1919.
- Karl Kraus. 1920.
- Die Nacht wird. Gedichte und Erzählungen. 1920 (Sammlung alter Arbeiten).
- Der ewige Olymp. Novellen und Gedichte. 1921 (Sammlung alter Arbeiten).
- Wien. 1921.
- Die Heimkehr des Falken. 1921 (Sammlung alter Arbeiten).
- Briefe an Gott. Gedichte in Prosa. 1922.
- Herbst. 1923.
- Menschen und Affen. 1926 (Sammlung essayistischer Werke).
- Ritter des Todes. Die Erzählungen von 1900 bis 1919. 1926.
- Mein Lied. Gedichte 1900–1931. 1931.
- Karl Otten (Hrsg.): Gedichte und Prosa. Luchterhand, Neuwied 1961.
- M. Y. Ben-gavriêl (Hrsg.): Ausgewählte Aufsätze. L. Schneider, Heidelberg 1961.
- Todrot. Eine Auswahl an Gedichten. Hochroth Verlag, Berlin 2009.
- Albert Ehrenstein (= Versensporn – Heft für lyrische Reize. Nr. 55) Hrsg. von Tom Riebe. Edition Poesie schmeckt gut, Jena 2023, 120 Exemplare.

Übersetzungen und Nachdichtungen
- Schi-King. Nachdichtungen chinesischer Lyrik. 1922.
- Pe-Lo-Thien. Nachdichtungen chinesischer Lyrik. 1923.
- China klagt. Nachdichtungen revolutionärer chinesischer Lyrik aus drei Jahrtausenden 1924; Neuauflage AutorenEdition, München 1981, ISBN 3-7610-8111-1.
- Lukian. 1925.
- Räuber und Soldaten. Roman frei nach dem Chinesischen. 1927; Neuauflage 1963.
  - Neuauflage: Räuber und Soldaten. Frei erzählt nach dem alten Chinesischen. Hrsg. und mit einem Vorwort von Eva Schestag. Friedenauer Presse, Berlin 2024, ISBN 978-3-7518-8010-7.
- Mörder aus Gerechtigkeit. 1931
- Das gelbe Lied. Nachdichtungen chinesischer Lyrik. 1933.